# Tommi Evilä
Tommi Evilä (Tampere, Finlandia, 6 de abril de 1980) es un atleta finlandés, especialista en la prueba de salto de longitud, con la que ha logrado ser medallista de bronce mundial en 2005.

## Carrera deportiva
En el Mundial de Helsinki 2005 ganó la medalla de bronce en salto de longitud, con un salto de 8.25 metros, quedando tras el estadounidense Dwight Phillips que saltó 8.60 metros, y el ghanés Ignisious Gaisah que con 8.34 metros hizo récord nacional de Ghana.